# هادی مقدسی
هادی مقدسی (زادهٔ ۱۳۴۰ در بروجرد) نمایندهٔ حوزهٔ انتخابیهٔ بروجرد در دورهٔ هشتم مجلس شورای اسلامی بوده‌است.

## تحصیلات
فارغ التحصیل دوره کارشناسی 
فارغ التحصیل دوره کارشناسی ارشد روابط بین الملل
فارغ التحصیل دوره دکتری تخصصی اقتصاد

## سوابق اجرایی و مدیریتی
مدرس ریاضی 1360
معاونت جناب آقای دکتر ابراهیم رئیسی ریاست محترم جمهور در سازمان بازرسی کل کشور 1373
معاون فرماندار بروجرد 1361
مسئولیت مرکز گسترش خدمات تولیدی 1362
مدیر کل امور اداری وزارت اقتصاد و دارایی 1372
معاون اداری سازمان بازرسی کل کشور 1373
نماینده مردم بروجرد و اشترینان در مجلس هشتم
و ریاست کمیسیون اجتماعی مجلس شورای اسلامی 1386 [1]
مدیرعامل شستان 1391
رئیس گروه تنقیح قوانین مجلس در دوره های نهم و دهم از سال 1392 تا کنون
مسئول کمیته اقتصادی دکتر سعید جلیلی 1403
آقای دکتر هادی مقدسی در سال 1401بنا بر گفته خبرگزاری ایلنا یکی از ۴ گزینه مورد نظر رئیس جمهور برای تصدی گری وزارت تعاون کار و رفاه اجتماعی بوده است . این چهار گزینه به ترتیب مهرداد بذرپاش ، صولت مرتضوی، علیرضا زاکانی و هادی مقدسی بوده اند که در نهایت ریاست محترم جمهور جناب آقای صولت مرتضوی را به مجلس شورای اسلامی جهت گرفتن رای اعتماد معرفی کردند .منبع : ایلنا 
انصاف نیوز

هادی مقدسی در ۵ تیرماه ۱۴۰۳ و در جریان برگزاری چهاردهمین انتخابات ریاست جمهوری به صورت رسمی از محمد باقر قالیباف حمایت کرد. وی در صفحه شخصی خودش از مردم خواست به پای صندوق های رای بروند و به محمد باقر قالیباف رای بدهند.

## مصوبات مورد پیگیری
آقای دکتر هادی مقدسی پس از ورود به مجلس مصوبات و پیگیری های بسیار زیادی را در دستور کار خویش قرار داده است که در ادامه به صورت تیتروار اشاره شده است:
1-طرح و تصویب منطقه ویژه اقتصادی بروجرد
2-طرح و تصویب بیمه کارگران ساختمانی
3-طرح و پیگیری تبدیل بروجرد به قطب دارویی
4-طرح و تصویب بیمه زنان سرپرست خانوار
5-طرح و تصویب بیمه قالیبافان
6-طرح و تصویب بیمه خادمان مساجد
7-طرح و تصویب بیمه باربران بازار
8-طرح و تصویب بیمه حمایت از جوانان جویای کار
9-طرح و تصویب قانون جامع ایثارگری
10-اجرای گازرسانی به 53 روستاهای بخش مرکزی و  اشترینان 

11: پیگیری زمین خریداری شده برای احداث پروژه سرم سازی بروجرد